# Eccellenza Liguria 1997-1998
Il campionato italiano di calcio di Eccellenza regionale 1997-1998 è stato il settimo organizzato in Italia. Rappresenta il sesto livello del calcio italiano.
Questo è il campionato regionale della regione Liguria.

## Squadre Partecipanti
| Squadra                    | Città                        | Stadio                   |
| -------------------------- | ---------------------------- | ------------------------ |
| U.S. Angelo Baiardo        | Genova (GE)                  |                          |
| S.S. Argentina             | Arma di Taggia (IM)          |                          |
| U.S. Busalla               | Busalla (GE)                 |                          |
| U.S. Cairese               | Cairo Montenotte (SV)        |                          |
| F.B.C. Finale              | Finale Ligure (SV)           |                          |
| U.C. Grassorutese          | Rapallo (GE)                 |                          |
| A.C. Loanesi San Francesco | Loano (SV)                   |                          |
| Pol. Migliarinese          | La Spezia (SP)               |                          |
| G.S. Pegliese              | Pegli (GE)                   |                          |
| U.S. Pontedecimo           | Pontedecimo (GE)             |                          |
| A.C. Sammargheritese       | Santa Margherita Ligure (GE) | Stadio Eugenio Broccardi |
| U.S. Sarzanese 1906        | Sarzana (SP)                 |                          |
| F.S. Sestrese              | Sestri Ponente (GE)          |                          |
| U.S. Sestri Levante        | Sestri Levante (GE)          |                          |
| F.C. Vado                  | Vado Ligure (SV)             |                          |
| Ventimiglia Calcio         | Ventimiglia (IM)             |                          |

## Classifica finale
|  | Pos. | Squadra         | Pt | G  | V  | N  | P  | GF | GS | DR  |
|  | ---- | --------------- | -- | -- | -- | -- | -- | -- | -- | --- |
|  | 1.   | Sestrese        | 62 | 30 | 17 | 11 | 2  | 44 | 17 | +27 |
|  | 2.   | Sarzanese       | 51 | 30 | 15 | 6  | 9  | 39 | 29 | +10 |
|  | 3.   | Cairese         | 50 | 30 | 12 | 14 | 4  | 38 | 24 | +14 |
|  | 4.   | Finale          | 48 | 30 | 13 | 9  | 8  | 49 | 39 | +10 |
|  | 5.   | Sestri Levante  | 45 | 30 | 11 | 12 | 7  | 42 | 36 | +6  |
|  | 6.   | Argentina       | 42 | 30 | 11 | 9  | 10 | 43 | 36 | +7  |
|  | 7.   | Loanesi         | 42 | 30 | 10 | 12 | 8  | 32 | 31 | +1  |
|  | 8.   | Vado            | 38 | 30 | 9  | 11 | 10 | 31 | 27 | +4  |
|  | 9.   | Grassorutese    | 37 | 30 | 8  | 13 | 9  | 21 | 28 | -7  |
|  | 10.  | Busalla         | 35 | 30 | 7  | 14 | 9  | 29 | 28 | +1  |
|  | 11.  | Angelo Baiardo  | 35 | 30 | 8  | 11 | 11 | 21 | 27 | -6  |
|  | 12.  | Pontedecimo     | 34 | 30 | 8  | 10 | 12 | 29 | 31 | -2  |
|  | 13.  | Sammargheritese | 33 | 30 | 8  | 9  | 13 | 27 | 36 | -9  |
|  | 14.  | Ventimiglia     | 31 | 30 | 6  | 13 | 11 | 33 | 39 | -6  |
|  | 15.  | Pegliese        | 27 | 30 | 6  | 9  | 15 | 23 | 38 | -15 |
|  | 16.  | Migliarinese    | 24 | 30 | 5  | 9  | 16 | 19 | 54 | -35 |